# Escola Superior de Enfermagem de Lisboa
A Escola Superior de Enfermagem de Lisboa, também conhecida pelas suas iniciais, ESEL, resulta da fusão de quatro escolas superiores em Lisboa. Sendo estas a Escola Superior de Enfermagem de Artur Ravara (adjacente à Escola Superior de Tecnologia da Saúde de Lisboa), a Escola Superior de Enfermagem de Calouste Gulbenkian de Lisboa (no Hospital de Santa Maria), a Escola Superior de Enfermagem de Francisco Gentil (no Instituto Português de Oncologia) e a Escola Superior de Enfermagem de Maria Fernanda Resende (no Hospital Júlio de Matos). Esta fusão tornou-se oficial no dia 27 de Fevereiro de 2007.